# 160 Una
160 Una è un asteroide della fascia principale del sistema solare.

## Storia
Una fu scoperto il 20 febbraio 1876 da Christian Heinrich Friedrich Peters dall'osservatorio dell'Hamilton College di Clinton (New York, USA). Fu battezzato così in onore dell'omonimo personaggio de La regina delle fate (The Faerie Queene, 1590), poema epico scritto dal poeta britannico Edmund Spenser.